# Rezerwat przyrody Czapliniec Koźliny
Rezerwat przyrody Czapliniec Koźliny – zlikwidowany faunistyczny, częściowy rezerwat przyrody w województwie kujawsko-pomorskim, utworzony Zarządzeniem Ministra Ochrony Środowiska, Zasobów Naturalnych i Leśnictwa z dnia 14.06.1996 r. w celu zachowania ze względów naukowych i dydaktycznych miejsca lęgowego kolonii czapli siwej. W 2017 roku zarządzeniem Regionalnego Dyrektora Ochrony Środowiska w Bydgoszczy zlikwidowano go.

## Położenie
Rezerwat położony był w gminie Lubiewo w powiecie tucholskim, przy drodze powiatowej Szumiąca – Stążki. Obszar rezerwatu należał do Nadleśnictwa Zamrzenica (północna część obrębu leśnego Świekatówko w leśnictwie Bruchniewo). Ogólna powierzchnia rezerwatu wynosiła 23,21 ha.

## Charakterystyka
Najważniejszym przedmiotem ochrony w rezerwacie Czapliniec Koźliny była kolonia czapli siwej. Kolonia miała charakter zwarty, skupiony w kształcie elipsy i grupowała kilkadziesiąt gniazd położonych pojedynczo lub po kilka na rosnących sosnach.

### Fauna
- czapla siwa (Ardea cinerea),
- dzięcioł duży (Dendrocopus major),
- dzierzba gąsiorek (Lanius collurio).